# Xuanwei

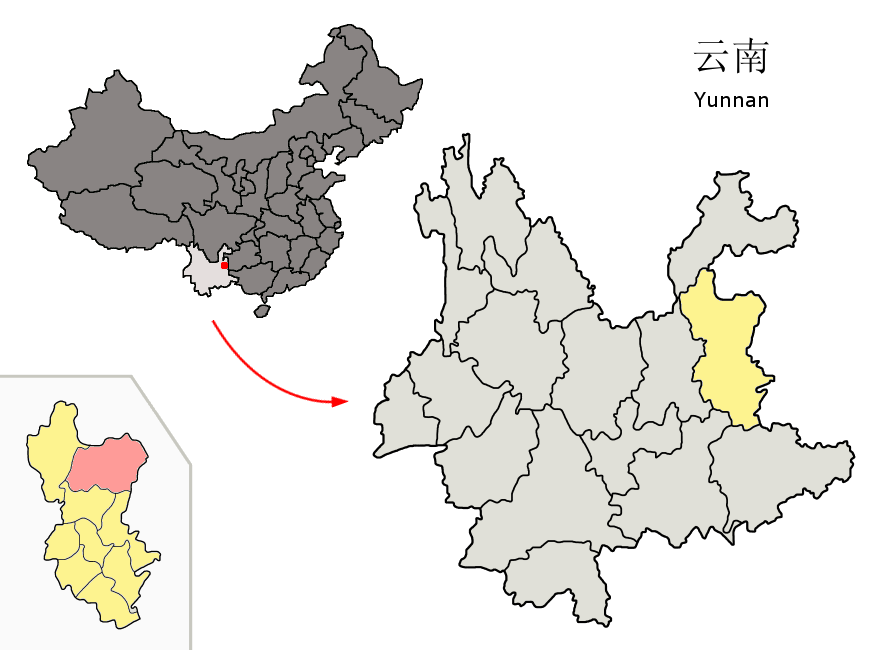
Lage der kreisfreien Stadt Xuanwei (rosa) in Qujing (gelb)

Xuanwei (宣威市,  Xuānwēi Shì) ist eine kreisfreie Stadt im Nordosten der südwestchinesischen Provinz Yunnan an der Grenze zu Guizhou. Sie gehört zum Verwaltungsgebiet der bezirksfreien Stadt Qujing. Xuanwei hat eine Fläche von 6.054 Quadratkilometern und zählt 1.189.813 Einwohner (Stand: Zensus 2020).

## Administrative Gliederung
Auf Gemeindeebene setzt sich Xuanwei aus vier Straßenvierteln, vierzehn Großgemeinden und acht Gemeinden zusammen. Diese sind:
- Straßenviertel Hongqiao (虹桥街道);
- Straßenviertel Shuanglong (双龙街道);
- Straßenviertel Wanshui (宛水街道);
- Straßenviertel Xining (西宁街道);
- Großgemeinde Banqiao (板桥镇);
- Großgemeinde Baoshan (宝山镇);
- Großgemeinde Dongshan (东山镇);
- Großgemeinde Geyi (格宜镇);
- Großgemeinde Haidai (海岱镇);
- Großgemeinde Laibin (来宾镇);
- Großgemeinde Longchang (龙场镇);
- Großgemeinde Longtan (龙潭镇);
- Großgemeinde Luoshui (落水镇);
- Großgemeinde Reshui (热水镇);
- Großgemeinde Tangtang (倘塘镇);
- Großgemeinde Tianba (田坝镇);
- Großgemeinde Wude (务德镇);
- Großgemeinde Yangchang (羊场镇);
- Gemeinde Adu (阿都乡);
- Gemeinde Delü (得禄乡);
- Gemeinde Lefeng (乐丰乡);
- Gemeinde Pula (普立乡);
- Gemeinde Shuanghe (双河乡);
- Gemeinde Wenxing (文兴乡);
- Gemeinde Xize (西泽乡);
- Gemeinde Yangliu (杨柳乡).